# THW-Helfervereinigung
Die THW-Helfervereinigungen sind in der Regel eingetragene Vereine, deren Gemeinnützigkeit zumeist durch ihre Tätigkeit im Katastrophenschutz und durch die Förderung der THW-Jugend durch die örtlichen Finanzämter anerkannt ist. Es gibt eine dreistufige Hierarchie: Ortsvereinigungen, Landeshelfervereinigungen und die THW-Bundesvereinigung e.V. Zusammen vertreten diese Vereine die Interessen der ehrenamtlichen Helfer und unterstützen die THW-Ortsverbände sowie die THW-Jugend in Angelegenheiten der finanziellen und materiellen Unterstützung.
Die wichtigste Aufgabe ist die Lobbyarbeit für das THW. Dies bedeutet, dass zum Beispiel regelmäßig Veranstaltungen für Parlamentarier durchgeführt werden. Herausragendes Beispiel ist „THW trifft MdB“ für die Abgeordneten des Deutschen Bundestages. Zusätzlich werden Leistungen wie Versicherungen für die Mitglieder und materielle Ergänzungsausstattung zu den Leistungen der Bundesanstalt Technisches Hilfswerk zur Verfügung gestellt.
Die Helfervereinigung ist auch Mitbegründer der THW-Stiftung.
Präsident der Helfervereinigung ist seit 2021 Martin Gerster.

## Historie
Erster Helferverein war die Technische Nothilfe e.V. in Düren. Dieser wurde später aufgelöst, sodass der 1968 gegründete Verein zur Unterstützung des Technischen Hilfswerk Siegerland e.V. nunmehr der älteste aktive Helferverein ist.

## Leistungen
Neben der gesetzlichen Unfallversicherung bieten die Helfervereinigungen ihren Mitgliedern zusätzliche Versicherungen an:
- Vereinshaftpflichtversicherung
- Gruppen-Unfallversicherung
- Tierhalterhaftpflichtversicherung
- Inventarversicherung
- PKW-Vollkaskoversicherung

In der Regel werden die Gruppenunfallversicherungen durch die Helfervereinigungen der Länder in einem Rahmenvertrag mit einem Versicherungsgeber abgeschlossen, denen sich die örtlichen THW-Helfervereine anschließen können. Durch die große Anzahl der Mitversicherten können die Kosten je Helfer auf ein äußerst günstigen Beitrag gesenkt werden. Die Ausfertigungen der jeweiligen Versicherungsleistungen ist aber von der jeweiligen Ländervereinigung abhängig.
Weiterhin sind die THW-Helfervereinigungen der Ortsverbände an der Jugendarbeit des THW beteiligt. Durch die Finanzierung von Anschaffungen und der Unterstützung bei Ausflügen, Festen, Wettkämpfen und Jugendlagern haben die meisten Helfervereinigungen die aktive Förderung der Jugend in ihren Vereinssatzungen aufgenommen.

## Mitgliedschaft
Die THW-Helfervereinigungen sind für ihre ehrenamtliche Tätigkeit auf die Unterstützung aus Spenden und Mitgliedbeträgen angewiesen. Neben den benötigten finanziellen Mitteln zur Anschaffung von Ausstattungen werden durch die Helfervereinigung auch Sachspenden entgegengenommen, welche dem Ortsverband zur Nutzung überlassen werden. So wurden in vielen Ortsverbände bereits Spendenprojekte für die Beschaffung von Einsatzmaterialien durchgeführt, die der Ortsverband als STAN-Material in den Bergungs- und Fachgruppen vorrätig haben sollten, aber mit der Kennzeichnung "Fremdbeschaffung" versehen ist. Zumeist handelt es sich hierbei um Gabelstapler, LKW- und PKW-Anhänger sowie Führungsfahrzeuge. Zumeist werden diese Anschaffungen über fördernde Mitglieder als Sachspenden realisiert.

### Aktive Mitglieder
Als aktive Mitglieder werden alle natürlichen Personen bezeichnet, die neben der Mitgliedschaft in der Helfervereinigung auch aktive Helfer im Technischen Hilfswerk sind. Sie genießen als Mitglied neben der gesetzlichen Unfallversicherung des THW die erweiterten Versicherungsleistungen der Helfervereinigung.

### Fördernde Mitglieder
Als fördernde Mitglieder werden alle natürlichen und juristische Personen bezeichnet, die nicht aktive Helfer im THW sind, trotzdem aber die ehrenamtlichen Tätigkeiten des Katastrophenschutzes unterstützen wollen. Die fördernden Mitglieder sind zumeist Angehörige von Helfern oder ortsansässige Unternehmen. Die erbrachten Leistungen gegenüber der THW-Helfervereinigung in Form der Mitgliedsbeiträge sowie die Einbringung von Sach- und Geldspenden zur Unterstützung der Projektarbeit können von fördernden Mitgliedern steuerlich gegenüber dem Finanzamt geltend gemacht werden.

### Ehrenmitglieder
Die Ehrenmitgliedschaft innerhalb einer Helfervereinigung kann nur durch eine Ernennung in der Helferversammlung erfolgen und ist den Mitgliedern vorbehalten, welche in der Vereinstätigkeit für die örtliche, regionale oder bundesweite Helfervereinigung hervorstechende oder außergewöhnliche Arbeit geleistet haben. Die Ehrenmitglieder brauchen nach ihrer Ernennung keine Mitgliedsbeiträge mehr zu zahlen (in den meisten Satzungen verankert). Die Ehrung erfolgt durch Auszeichnung mit der Ehrennadel in Bronze, Silber oder Gold. Die Auszeichnung ist bei der Landeshelfervereinigung oder der Bundeshelfervereinigung zu beantragen.